# 441 (číslo)
Čtyři sta čtyřicet jedna je přirozené číslo. Následuje po číslu čtyři sta čtyřicet a předchází číslu čtyři sta čtyřicet dva. Římskými číslicemi se zapisuje CDXLI a řeckými číslicemi υμα.

## Matematika
441 je:
- Deficientní číslo
- Složené číslo
- Nešťastné číslo

## Astronomie
- (441) Bathilde je planetka hlavního pásu, kterou objevil v roce 1898 Auguste Charlois

## Roky
- 441
- 441 př. n. l.